# 厚木市立玉川小学校
厚木市立玉川小学校（あつぎしりつ たまがわしょうがっこう）は、神奈川県厚木市七沢にある公立小学校。

## 沿革
- 1893年（明治26年） - 「尋常高等玉川小学校」創立[1]。
- 1907年（明治40年） - 「尋常玉川小学校」に改称[1]。
- 1912年（大正元年） - 高等科を併設[1]。
- 1923年（大正12年） - 「玉川尋常小学校」に改称[1]。
- 1936年（昭和11年） - 現在地に移転。渋谷イノ氏より校旗が寄贈される[1]。
- 1941年（昭和16年） - 国民学校令により、「玉川村国民学校」に改称[1]。
- 1944年（昭和19年） - 創立50周年記念式典挙行[1]。
- 1947年（昭和22年） - 学制改革により、「玉川村立玉川小学校」に改称[1]。
- 1953年（昭和28年） - 創立60周年記念式典挙行。同年、校歌制定[1]。
- 1954年（昭和29年） - 副食給食開始[1]。
- 1955年（昭和30年） - 「厚木市立玉川小学校」に改称[1]。
- 1961年（昭和36年） - 完全給食開始[1]。
- 1967年（昭和42年） - 玉川小中学校プール完成[1]。
- 1968年（昭和43年） - 第三校舎を玉川保育所に割譲[1]。
- 1973年（昭和48年） - 創立80周年記念式典を挙行[1]。
- 1980年（昭和55年） - 鉄筋新校舎完成。校歌編曲。サイクリングコース設置[1]。
- 1981年（昭和56年） - 校庭拡張整備。金井古墳復元[1]。
- 1982年（昭和57年） - 体育館完成。テニスコート設置[1]。
- 1984年（昭和59年） - 遊具・体育固定施設設備[1]。
- 1988年（昭和63年） - 川崎市立玉川小学校と姉妹校になる[1]。
- 1990年（平成2年） - 夜間照明施設完成。楽焼庫完成。国旗掲揚ポール移設。PTAより、飼育小屋寄贈[1]。
- 1991年（平成3年） - 西門橋架け替え工事。奨学橋欄干工事完成。校舎外壁塗装工事。校旗新調[1]。
- 1992年（平成4年） - 創立100周年記念式典を挙行、ウッディハウス完成、記念碑完成、記念誌「百年のあゆみ」発行[1]。
- 1993年（平成5年） - PC教室完成[1]。
- 1994年（平成6年） - 事務室完成[1]。
- 2003年（平成15年） - 創立110周年記念植樹（ソメイヨシノ・シダレザクラ）[1]。
- 2005年（平成17年） - ウッディハウス北側にフェンス設置[1]。
- 2007年（平成19年） - プール改修工事[1]。
- 2008年（平成20年） - 新プール完成[1]。
- 2015年（平成27年） - 小規模特認校に指定される[1]。
- 2017年（平成29年） - 校舎外壁工事[1]。

## 学校教育目標
出典
豊かな人間性とたくましく生きる力をもった児童の育成

## 通学区域
出典：
- 岡津古久
- 小野
- 七沢

## 進学先の中学校
出典：
- 厚木市立玉川中学校 - 七沢地区以外の地区から通う児童の進学先中学校。
- 厚木市立森の里中学校 - 七沢地区から通う児童の進学先中学校。

## 周辺
- 厚木市立玉川保育所 - 敷地が隣接。なおかつ、進学前保育所のひとつ。
- 七沢森林公園 - 敷地が隣接する。
- 七沢川
- 日向川
- 玉川（学校付近で上記2川が合流）
- 玉川地区市民センター
  - 玉川公民館

## アクセス
- 神奈川中央交通「玉川公民館」バス停下車後、徒歩約180m・約3分。
  - 停車系統は、「厚33」・「厚34」・「厚38」・「厚39」・「愛11」・「愛12」の各系統。